# 赤い風船 (映画)
『赤い風船』（あかいふうせん、Le Ballon Rouge）は1956年のフランスの映画。
アルベール・ラモリス監督の作品で、第29回（1956年）アカデミー賞において脚本賞を受賞。また、第9回（1956年）カンヌ国際映画祭において短編パルム・ドールを受賞した。
フランス・パリのメニルモンタンを舞台に、少年と風船との“友情”を描いた短編作品である。
日本では、1956年に有楽座で『沈黙の世界』と同時上映された。その後、権利問題等で上映機会が限られてきたが、2008年7月26日から、カフェグルーヴ、クレストインターナショナル配給の下、デジタルリマスターされたものが劇場公開された。

## ストーリー
ある朝、パスカル少年が登校途中、浮揚ガスの入った1個の赤い風船が街灯に引っかかっているのを見つけた。彼はそれを取った後、バスに乗ろうとするが、大きな風船を持っているため乗務員から乗車を拒否されてしまう。仕方なく彼は走って学校へと向かい、学校にいる間は門番に風船を預かってもらう。
放課後、彼は風船を手に下校するが、途中で雨が降ってくる。傘を持った通行人を見つけると、自分ではなく風船を雨に濡らさないように傘に入れてもらったため、彼はずぶ濡れになってしまう。帰宅したその姿を見るなり彼の母は叱り、風船を取り上げ空に放ってしまう。しかし風船は飛んで行かずに、まるで意思があるかのように彼の部屋の窓辺に留まる。以後、風船は常に彼の後をついてくるようになる。
そんなある日、彼と風船の仲の良さを妬んだ子供達が風船に石を投げつけ、とうとう風船は萎んでしまう。すると、落ち込む彼の元へパリ中のたくさんの風船が集まってくる。それらを手にした彼は天高く舞い上がり、青空の向こうへ飛び立っていった。

## 登場人物
- パスカル少年 - パスカル・ラモリス（アルベール・ラモリス監督の息子）： 主人公
- 青い風船を持った少女 - サビーヌ・ラモリス（アルベール・ラモリス監督の娘・パスカルの妹）
- シュザンヌ・クルーティエ
- ジョルジュ・セリエ
- ウラディミール・ポポフ
- ポール・ペレー
- ルネ・マリオン
- ミシェル・プザン
- パリの子供たち

## 制作・エピソード

### 撮影技法
撮影に使われた赤い風船は、透明にならないように、中に黄色い風船を入れて二重にしてある。また、風船に周囲の風景が映るように、ニスを塗って光沢を出している。

## 作品の評価

### 評論家のレビュー
- ジャン・コクトーは「妖精の出てこない妖精の話」と評した。

### 受賞歴
- 1956年 アカデミー脚本賞（第29回アカデミー賞）
- 1956年 短編パルム・ドール（第9回カンヌ国際映画祭）
- 1956年 ルイ・デリュック賞

このほか、2007年の第60回カンヌ国際映画祭において監督週間に出品された。

### 後の作品への影響
- 日本の作家・室生犀星は本作より着想を得て1959年に『蜜のあわれ』を執筆した[4][5]。
- 旧ソ連の映画監督であるアンドレイ・タルコフスキーが1960年に制作した『ローラーとバイオリン』は、この映画の翻案とされている。
- 日本の絵本画家・いわさきちひろが絵本化を熱望し、1968年に『あかいふうせん』を出版した。
- 『バニラ・スカイ』（キャメロン・クロウ監督、2001年）のラストにワンカットが挿入されている。
- 台湾の映画監督であるホウ・シャオシェンが、オマージュとして2007年に『ホウ・シャオシェンのレッド・バルーン』を制作した。

## DVDリリース・派生作品
- 2008年12月12日にDVDが発売された。

## その他
- 「風船おじさん」として知られる1992年に風呂桶を改造したゴンドラに風船をつけて飛び立って行方不明になった日本の鈴木嘉和はこの映画の影響を受けたとされる。高校時代に本作を見て大好きになり、風船旅行を計画したときも知人に本作のビデオで見せていたという[6][7]。